# Naomi Ackie
Naomi Sarah Ackie (Walthamstow, 22 agosto 1991) è un'attrice britannica, divenuta nota per aver interpretato il personaggio di Anna in Lady Macbeth, con il quale ha vinto un British Independent Film Awards come miglior attrice esordiente nel 2017.

## Filmografia

### Cinema
- I Used to Be Famous, regia di Eddie Sternberg – cortometraggio (2015)
- Lady Macbeth, regia di William Oldroyd (2016)
- Yardie, regia di Idris Elba (2018)
- Love, Sex and Side Effects, regia di Sarmad Masud – cortometraggio (2018)
- The Arrival, regia di Annetta Laufer – cortometraggio (2018)
- Impero criminale (The Corrupted), regia di Ron Scalpello (2019)
- Star Wars - L'ascesa di Skywalker (Star Wars: The Rise of Skywalker), regia di J. J. Abrams (2019)
- Whitney - Una voce diventata leggenda (I Wanna Dance with Somebody), regia di Kasi Lemmons (2022)
- Blink Twice, regia di Zoë Kravitz (2024)
- Mickey 17, regia di Bong Joon-ho (2025)
- Il club dei delitti del giovedì (The Thursday Murder Club), regia di Chris Columbus (2025)

### Televisione
- Doctor Who – serie TV, episodio 9x18 (2015)
- The Five – serie TV, episodi 1x01-1x02 (2016)
- Damilola, Our Loved Boy, regia di Euros Lyn – film TV (2016)
- Vera – serie TV, episodi 8x02 (2018)
- The Bisexual – serie TV, 5 episodi (2018)
- Cleaning Up – serie TV, 4 episodi (2018)
- The End of the F***ing World – serie TV, 7 episodi (2019)
- Small Axe – miniserie TV, puntata 5 (2020)

## Riconoscimenti
- Premi BAFTA
  - 2020 - Miglior attrice non protagonista in una serie televisiva per The End of the F***ing World
  - 2023 - Candidatura alla miglior stella emergente
- British Independent Film Awards
  - 2017 - Candidatura alla miglior attrice non protagonista in Lady Macbeth
  - 2017 - Miglior esordiente per Lady Macbeth

## Doppiatrici italiane
Nelle versioni in italiano delle opere in cui ha recitato, Naomi Ackie è stata doppiata da:
- Giulia Franceschetti in Star Wars - L'ascesa di Skywalker, Whitney - Una voce diventata leggenda, Blink Twice, Mickey 17
- Jolanda Granato in The End of the F***ing World
- Chiara Gioncardi in Lady Macbeth